# سليمان علي نشنوش
سليمان علي نشنوش (1942 - 1991) لاعب كرة سلة وممثل ليبي. كان أطول لاعب كرة سلة في العالم، ومن أشهر 12 حالة طبية مسجلة في تاريخ الطب فقد وصل طوله إلى 8 أقدام (حوالي 245 سم).
من مواليد 1942 مدينة طرابلس شارع بن عاشور، توفي في 25 فبراير 1991. متزوج وليس له أبناء.
لعبت الغدة الدرقية ومشاكلها الدور الرئيسي في طوله حيث تجاوز مترين وخمسة وأربعين سنتيمترا.
بلغ أشد طول له عندما بلغ 16 عاما، وقد اهتم العالم به كأطول رجل في العالم حينها، وقد سجل في موسوعة غينيس للأرقام القياسية.. كان يقود سيارته وهو يجلس على المقعد الخلفي. شارك في التمثيل في أحد الأفلام الإيطالية. طلب منه التمثيل في الولايات المتحدة بأجر مرتفع ولكنه لم يوافق.